# Сільгосптехніка (підприємство)
«Сільгосптехніка» — назва сільськогосподарських підприємств у СРСР, які займалися експлуатацією, постачанням запасних частин і ремонтом сільськогосподарської техніки.

## Історія
Для забезпечення технічної та організаційної допомоги сільськогосподарською технікою великим виробникам сільськогосподарської продукції — колгоспам, радгоспам, сільськогосподарським кооперативам — в СРСР наприкінці 1920-х років були створені Машинно-тракторні станції, які відіграли істотну роль в організації самих виробників та їх матеріально-технічної бази. 1958 року МТС було скасовано — сільськогосподарська техніка, її обслуговування та ремонт були передані колгоспам та радгоспам. Потім було організовано ремонтно-технічні станції, а згодом на місцях — підприємства «Сільгосптехніка» (головна організація — об'єднання «Союзсільгосптехніка», Москва), створені Постановою ЦК КПРС, Радміну СРСР від 20.02.1961 № 151 «Про утворення Всесоюзного об'єднання Ради Міністрів з продажу сільськогосподарської техніки, запасних частин, мінеральних добрив та інших матеріально-технічних засобів, організації ремонту та використання машин у колгоспах та радгоспах („Союзсільгосптехніка“)».
Державний союзний науково-дослідний технологічний інститут ремонту та експлуатації тракторів та сільськогосподарських машин (ДержНІТІ), створений наказом Міністерства сільського господарства та заготівель СРСР від 4 листопада 1953 року, Наказом Міністерства сільського господарства СРСР від 12 травня 1961 року було скасовано, та Наказом Всесоюзного об'єднання Союзсільгосптехніка" від 17 травня 1961 року був створений як Державний всесоюзний технологічний інститут ремонту та експлуатації машинно-тракторного парку.
Постановою ЦК КПРС та Ради міністрів СРСР від 18 квітня 1958 року № 425 у складі ремонтно-технологічних станцій було запроваджено посади державних технічних інспекторів, а з утворенням системи «Сільгосптехніка» інспекцію було передано цій організації.
З метою покращення діяльності об'єднань «Сільгосптехніка», Постановою Радміну СРСР від 23.06.1966 № 471 було затверджено «Положення про майнову відповідальність об'єднань „Сільгосптехніка“, а також колгоспів, радгоспів та інших сільськогосподарських підприємств та організацій за порушення зобов'язань на замовлення на сільськогосподарську техніку та інші матеріально-технічні засоби».
Всесоюзне об'єднання «Союзсільгосптехніка» було перетворено 5 липня 1978 року на Державний комітет сільгосптехніки — Держкомсільгосптехніки СРСР, а 1985 року було реорганізовано на Держагропром СРСР.